# Валье-де-Хуарес (муниципалитет)
Валье-де-Хуарес (исп. Valle de Juárez) — муниципалитет в Мексике, в штате Халиско, с административным центром в одноимённом посёлке. Численность населения, по данным переписи 2020 года, составила 6151 человек.

## Общие сведения
При создании муниципалитет носил название Валье-де-Масамитла (исп. Valle de Mazamitla), но в 1911 году был переименован в Валье-де-Хуарес. Valle с испанского языка — долина, а Juárez дано в честь президента Бенито Хуареса.
Площадь муниципалитета равна 195,2 км², что составляет 0,2 % от общей площади штата, а наиболее высоко расположенное поселение Эль-Тигре находится на высоте 2621 метр.
Валье-де-Хуарес граничит с другими муниципалитетами штата Халиско: на востоке с Китупаном, на юге с Санта-Мария-дель-Оро, на западе с Тамасула-де-Гордьяно и Масамитлой, а на севере граничит с другим штатом Мексики — Мичоаканом.

## Учреждение и состав
Муниципалитет был образован в 1895 году, по данным 2020 года в его состав входит 37 населённых пунктов, самые крупные из которых:
| Код INEGI                  | Населённый пункт                                                                                  | Численность населения (2005 год) | Численность населения (2010 год) | Численность населения (2020 год) |
| -------------------------- | ------------------------------------------------------------------------------------------------- | -------------------------------- | -------------------------------- | -------------------------------- |
| 112                        | Всего                                                                                             | 5218                             | 5798                             | 6151                             |
| 0001                       | Валье-де-Хуарес (исп. Valle de Juárez) 19°55′58″ с. ш. 102°56′37″ з. д. (административный центр)  | 3575                             | 4006                             | 4418                             |
| 0033                       | Пасо-де-Пьедра (исп. Paso de Piedra) 19°58′35″ с. ш. 102°57′05″ з. д.                             | 458                              | 504                              | 468                              |
| 0006                       | Буэнависта (исп. Buenavista) 19°58′03″ с. ш. 102°58′32″ з. д.                                     | 224                              | 233                              | 276                              |
| 0028                       | Эль-Мораль (исп. El Moral) 19°55′35″ с. ш. 102°56′19″ з. д.                                       | 140                              | 150                              | 219                              |
| 0031                       | Охо-де-Агуа-дель-Пикачо (исп. Ojo de Agua del Picacho (El Plan)) 19°58′27″ с. ш. 102°56′23″ з. д. | 221                              | 258                              | 195                              |
| 0026                       | Эль-Мансанильо (исп. El Manzanillo) 19°55′20″ с. ш. 102°58′09″ з. д.                              | 106                              | 127                              | 103                              |
| —                          | Прочие                                                                                            | 494                              | 520                              | 472                              |
| Названия на карте Генштаба |                                                                                                   |                                  |                                  |                                  |

## Природные ресурсы
Муниципалитет располагает 1400 гектарами леса, преимущественно состоящие из таких видов деревьев как: сосна, акация, пало-дульсе, каркас, мимоза остролистная.

## Экономическая деятельность
По статистическим данным 2000 года, работоспособное население занято по секторам экономики в следующих пропорциях:
- сельское хозяйство, животноводство и рыбная ловля — 36,3 %;
- промышленность и строительство — 21,5 %;
- торговля, сферы услуг и туризма — 39,5 %;
- безработные — 2,7 %.

## Инфраструктура
По статистическим данным 2020 года, инфраструктура развита следующим образом:
- электрификация: 99,3 %;
- водоснабжение: 94,1 %;
- водоотведение: 99 %.